# Piotr Urbaniak
Piotr Urbaniak (ur. 6 października 1967 w Krakowie) – polski aktor, dziennikarz radiowy i prezenter telewizyjny.

## Życiorys
Jest starszym bratem Krzysztofa Urbaniaka, dziennikarza RMF FM.
Absolwent PWST im. Solskiego w Krakowie (1990). W tym samym roku zadebiutował na deskach Teatru Ludowego w Krakowie, w spektaklu "Opera żebracza".
W 1995 zadebiutował jako aktor Starego Teatru w Krakowie, w którym występował do 1997. Przez kolejne cztery lata był aktorem krakowskiego Teatru „Bagatela”, do którego powrócił w 2008.
Do 2004 pracował w RMF FM, gdzie prowadził kilka audycji, m.in. Pociąg do Hollywood czy Wstawaj szkoda dnia. Od jesieni 2004 do czerwca 2008 pracował w RMF Classic.
Występował w programie telewizyjnym Spotkanie z Balladą. Od września 2008 współprowadził program TVP1 Kawa czy herbata?.

## Filmografia
- Kler (2018) jako ksiądz spiker
- Ojciec Mateusz (2018) jako dyrektor banku (odc. 257)[1]
- Twarz (2018) jako inżynier[1]
- 19+ (2016–2022) jako Mariusz Pawlak
- Prawo Agaty (2013) jako prokurator (odc. 35)[1]
- Naznaczony (2009) jako policjant (odc. 1)
- Samo życie (2003)
- M jak miłość (2002) jako policjant (odc.98)
- Samo niebo (2001) jako Krzysiek
- Randka z diabłem (1999) jako komisarz
- Pułkownik Kwiatkowski (1996)
- Zawrócony (1994)
- Śmierć jak kromka chleba (1994)
- Tak tak (1991) jako narzeczony